# Club Nàutic de Sant Antoni de Portmany
El Club Nàutic de Sant Antoni de Portmany és un club nàutic ubicat a Sant Antoni de Portmany, a l'illa d'Eivissa. Disposa de 578 amarratges distribuïts en 10 pantalans que donen cabuda a vaixells de fins a 50m d'eslora i 5m de calat.

## Història
El Club Nàutic de Sant Antoni de Portmany va ser fundat el 31 de març del 1973 per Josep Roselló Prats, el seu primer president, i un grup de 140 persones com a socis fundadors de l'entitat. El 1991 es va construir una seu social i el 2013 es va dur a terme una remodelació de les instal·lacions i es va acabar la nova seu social.
Disposa de seccions de vela lleugera, vela de creuer, piragüisme, surf ski i caiac de mar. El seu equip de vela lleugera competeix a les classes Optimist, 29er i Laser. El Club Nàutic de Sant Antoni de Portmany va organitzar el campionat d'Espanya de la classe 29er el 2013.